# François Caradec
François Caradec (Quimper, Finistère, 18 de juny de 1924 - París, 13 de novembre de 2008) fou un escriptor francès, biògraf i autor de pastitxos.

## Trajectòria
Membre de l'Oulipo, regent «toponome et celtipète» del Collège de Pataphysique, autor de biografies de referència de Lautréamont, d'Alfred Jarry, de Raymond Roussel, d'Alphonse Allais, de Willy i de Jane Avril, François Caradec era un dels especialistes francesos de la bande dessinée, sobretot d'un dels precursors ,George Colomb àlies Christophe, i cultivava el gènere pastiches i mitificacions de tot ordre.
Va seguir de prop la creació de l'"Ouvroir de Bande dessinée Potentielle" (Oubapo).
Va ser també, amb Jacques Jouet, Paul Fournel i Hervé Le Tellier, de l'Oulipo, un dels protagonistes de l'emissió de ràdio «De les Papous dans la tête» de France-Culture.
Feu molt per a la difusió i la publicació de les obres d'Alphonse Allais, del qual n'era el gran especialista Entre el 1964 i el 1970, publicà les seves Obres completes a La Table Ronde, en onze volums, els tres primers per a les Œuvres anthumes, i les vuit altres per a les Œuvres postumes. El 1989, reedita en un volum les Œuvres anthumes (tots els reculls d'Allais apareguts en vida), a Robert Laffont, a la col·lecció Bouquins; fa el mateix l'any 1996 per a les Obres pòstumes, mateix editor, mateixa col·lecció, no com una integral, sinó com una antologia, presentada per ordre cronològic.

## Publicacions
- Christophe Colomb, Essai de biographie d'après les remarques et observations de l'auteur, agrémenté d'un fragment de citation latine tiré de L'Imitation et suivi de notes et d'une bibliographie, préface de Raymond Queneau, Grasset, 1956
- L' Affaire de la Gazette de Lausanne, Collège de pataphysique, 1958
- Joyeux Noël, préface d'Isidore Bernhart, bois d'Henri Boulage, éd. Lachenal frères, Paris, 1959
- Monsieur Tristecon, Temps Mêlés, 1960 ; réédition L'arbre vengeur, 2018
- Encyclopédie des farces et attrapes, avec Noël Arnaud, Jean-Jacques Pauvert, 1964
- La Vie exemplaire de la femme à barbe, avec Jean Nohain, éditions La jeune Parque, Paris, 1969
- Littérature illettrée ou la littérature à la lettre, avec Noël Arnaud, Bizarre, no 32, 1964
- Trésors du rire, Pierre Horay, 1970
- Trésors du pastiche, Pierre Horay, 1971
- Vies de Raymond Roussel : 1877- 1933, Jean-Jacques Pauvert, 1972
- Isidore Ducasse, comte de Lautréamont, avec Albano Rodriguez, La Table Ronde, 1970 - édition revue et augmentée, Idées Gallimard, 1975.
- Le Cadeau, un conte de François Caradec, Balland, 1973.
- À la recherche d'Alfred Jarry, Seghers, 1974.
- Guide de Versailles mystérieux, avec Jean-Robert Masson, Presses Pocket, 1975.
- Guide du Val-de-Loire mystérieux, avec Jean-Robert Masson, Presses Pocket, 1975.
- Histoire de la littérature enfantine en France, éditions Albin Michel, 1977.
- La Farce et le sacré : fêtes et farceurs, mythes et mystificateurs, Casterman, 1977.
- Dictionnaire du français argotique et populaire, Larousse, 1977, réédité sous le titre N'ayons pas peur des mots en 1988.
- Guide de Paris mystérieux, avec Jean-Robert Masson, Tchou, collection Les Guides Noirs, 1978.
- Le Café-Concert, avec Alain Weill, Hachette, 1980.
- Christophe, le génial auteur d'immortels chefs-d'œuvre : le Sapeur Camember, la Famille Fenouillard, le Savant Cosinus, Pierre Horay, 1981.
- Nous deux mon chien: portrait d'artiste, Pierre Horay, 1983.
- Calembour, Éditions du Fourneau, 1983.
- Feu Willy : avec et sans Colette, Carrere-Editions 13, 1984.
- Petite encyclopédie du dessin drôle en France, Le Cherche midi, 1985.
- La Compagnie des zincs, avec Robert Doisneau, Ramsay, 1986, réédité par Seghers en 1991.
- Raymond Roussel 1877-1933: biographie d'un écrivain excentrique et génial, Fayard, 1997.
- Alphonse Allais, Belfond, réédité par Fayard en 1997.
- Craquements (doux), Plurielle, Les guère épais, 1997.
- Catalogue d'autographes rares et curieux, Éditions du Limon, 1998.
- Paul Allais, Œuvres complètes, 70 exemplaires hors commerce (épuisé), 1999.
- Le Porc, le Coq et le Serpent, Maurice Nadeau, 1999. (Quelques extraits étaient parus dans « Craquements doux » en 1997.
- Le Pétomane, avec Jean Nohain, Éditions Pauvert, 1965, nouvelle édition, Mazarin, 2000
- Dictionnaire du français argotique et populaire, nouvelle édition mise à jour, Larousse, coll. « Références Larousse », 2001.
- Jane Avril, Au moulin rouge avec Toulouse-Lautrec, Fayard, 2001.
- Willy, le père des Claudine, Fayard, 2004.
- Dictionnaire des gestes. Attitudes et mouvements expressifs en usage dans le monde entier, Fayard, 2005.
- La Café Concert, 1848-1914, avec Alain Weill, Paris, Fayard, 2007.
- Le Doigt coupé de la rue du Bison, Fayard Noir, 2008.
- Entrez donc, je vous attendais, Paris, Fayard, 2009.
- Entre miens. D'Alphonse Allais à Boris Vian, Flammarion, 2010.
- Poésies, Maurice Nadeau, 2013

### Obres col·lectives
- Nombreux volumes de La Bibliothèque oulipienne, Seghers et Le Castor Astral.
- Les Papous dans la tête, l'anthologie, dir. Bertrand Jérôme et Françoise Treussard, Gallimard, 2007
- Le Dictionnaire des Papous dans la tête, dir. Françoise Treussard, Gallimard, 2007